# Alfa Special

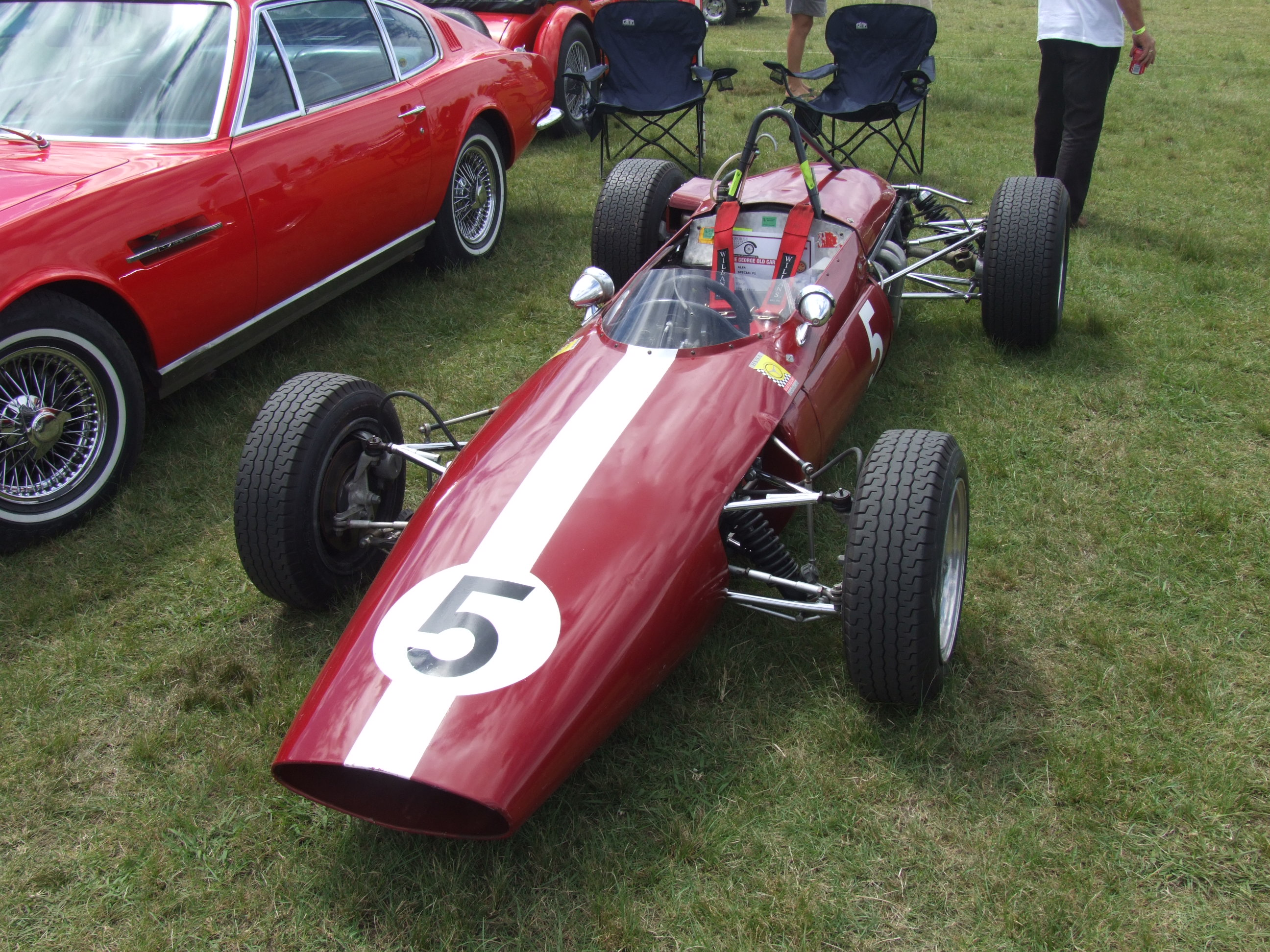

L'Alfa Special è stato un costruttore sudafricano di Formula 1. Fondata da Peter de Klerk, partecipò a due sole edizioni del Gran Premio del Sud Africa: 1963 e 1965.
De Klerk aveva una certa esperienza come tecnico della Lotus e decise di approntare una vettura, chiamata semplicemente Alfa Special, per correre il Gran Premio di casa nonché le varie gare nazionali fuori calendario che si correvano in Sudafrica.
La vettura aveva la tipica forma a sigaro e montava un motore 4 cilindri in linea 1,5 litri di derivazione Alfa Romeo "Giulietta". Guidata da De Klerk stesso per il team Otello Nucci, concluse solo la gara del 1965 con il decimo posto. Nelle gare fuori dal campionato mondiale ottenne invece risultati più lusinghieri.

## Risultati in Formula 1
| Anno | Vettura | Motore                  | Gomme | Piloti         |  |  |  |  |  |  |  |  |  |     |  |  |  |  |  |  |  |  |  |  |  |  |  |  | Punti | Pos. |
| ---- | ------- | ----------------------- | ----- | -------------- |  |  |  |  |  |  |  |  |  | --- |  |  |  |  |  |  |  |  |  |  |  |  |  |  | ----- | ---- |
| 1963 | Special | Alfa Romeo Giulietta L4 | D     | Peter de Klerk |  |  |  |  |  |  |  |  |  | Rit |  |  |  |  |  |  |  |  |  |  |  |  |  |  | 0     |      |

| Anno | Vettura | Motore                  | Gomme | Piloti         |    |  |  |  |  |  |  |  |  |  |  |  |  |  |  |  |  |  |  |  |  |  |  |  | Punti | Pos. |
| ---- | ------- | ----------------------- | ----- | -------------- | -- |  |  |  |  |  |  |  |  |  |  |  |  |  |  |  |  |  |  |  |  |  |  |  | ----- | ---- |
| 1965 | Special | Alfa Romeo Giulietta L4 | D     | Peter de Klerk | 10 |  |  |  |  |  |  |  |  |  |  |  |  |  |  |  |  |  |  |  |  |  |  |  | 0     |      |